# Wasserwirtschaftsverband
Ein Wasserwirtschaftsverband ist eine flussgebietsbezogene öffentlich-rechtliche Organisationsform zur Lösung wasserwirtschaftlicher Aufgaben wie Hochwasserschutz und Gewässerunterhalt, Abwasserableitung und -reinigung,  Grundwasserbewirtschaftung und Trinkwassererzeugung u. v. m. Ohne Gewinnerzielungsabsicht, aber unter wirtschaftlicher Effizienz bei der Wahrnehmung seiner Aufgaben, stehen der Mensch und die Umwelt im Fokus. Für seine Tätigkeiten verlangt er Beiträge von seinen Mitgliedern.
Ein Wasserwirtschaftsverband unterscheidet sich rechtlich (wegen der hierfür erlassenen Sondergesetze und der Einbindung der Privatwirtschaft) und durch seine sehr viel umfassenderen wasserwirtschaftlichen Aufgaben von einem Wasser- und Bodenverband (der sich üblicherweise nur um die Gewässerunterhaltung der Anlieger kümmert), einem gemeindlichen Zweckverband (der sich üblicherweise aus öffentlichen Trägern konstituiert) oder einem Abwasserzweckverband (dessen Aufgabe im Wesentlichen auf die Abwasserreinigung- und -ableitung beschränkt ist). Die Selbstverwaltungsorgane eines Wasserwirtschaftsverbandes entsprechen in etwa denen eines Zweckverbandes.

## Geschichte

### Entstehung
Wasserwirtschaftsverbände haben sich in Deutschland und hier insbesondere in Nordrhein-Westfalen als Organisationsform zur Bewältigung wasserwirtschaftlicher Aufgaben seit langem bewährt.
Als erste „Spezialgenossenschaften“ zu Entwässerungszwecken gab es bereits im 13. Jahrhundert Sielverbände, die vornehmlich an der Nordseeküste in Verbindung mit Deichverbänden für die Durchleitung von Binnen- und Durchstauwasser aus dem Marschland durch die Deiche sorgten. Hier waren alle Grundstücksbesitzer, deren Grund und Boden entwässert wurde, Zwangsmitglieder.
Diese frühen fortschrittlichen Zusammenschlüsse wurden im 17. Jahrhundert einer strengen polizeilichen Kontrolle unterworfen, die eine Weiterentwicklung des genossenschaftlichen Gedankens und damit der Selbstverwaltung unterband.
Eine Renaissance dieser Genossenschaftskultur setzte erst im 19. Jahrhundert wieder ein. In Preußen entstand eine gesetzliche Grundlage mit dem „Privatflußgesetze“ vom 28. Februar 1843, das zunächst nur Bestimmungen über Genossenschaften für Bewässerungsanlagen enthielt. Am 11. Mai 1853 wurde das Gesetz dann auch auf Entwässerungsanlagen ausgedehnt, allerdings mit beschränkter Autonomie und Selbstverwaltung. Auf dieser Grundlage wurde beispielsweise im Jahr 1859 die „Genossenschaft für die Melioration der Erftniederung“ gegründet, aus der später die Erftgenossenschaft, bzw. ab 1959 der „Große Erftverband“ wurde.
Eine weitere Öffnung kam mit dem preußischen Gesetz vom 1. April 1879 zur „Bildung von Wassergenossenschaften“, das auf der schon sehr fortschrittlichen französischen Gesetzessystematik beruhte. Die Mitgliedschaft erstreckte sich hierbei auf alle Grundstückseigentümer, unter bestimmten Umständen auch durch Zwangsmitgliedschaft. Die Staatsaufsicht über die Genossenschaften war der Kommunalaufsicht gleichgestellt, die öffentlichen Genossenschaften waren quasi-kommunale Verbände.
Die erfolgreiche Durchführung der Gesetze in Preußen führte in den Folgejahren zur Übernahme dieser genossenschaftlichen Regelungen in die Gesetze der anderen deutschen Staaten. Waren bis 1892 nur etwa 100 Genossenschaften entstanden, so führte der danach auch in Baden, Württemberg, Bayern und Sachsen eingeführte gesetzliche Rahmen bis 1911 zur Bildung von rund 3.800 Genossenschaften mit einem durchschnittlichen Entwässerungsgebiet von etwas über 3 km². Darin enthalten waren auch die in den Jahren zuvor durch Verordnungen ermöglichten Zusammenschlüsse zur Bewirtschaftung von Talsperren und zur gewerblichen Wassernutzung.

### Wasserwirtschaftsverbände im Zeichen der Industrialisierung
In der Folge des preußischen Gesetzes vom 1. April 1879 zur „Bildung von Wassergenossenschaften“ wurde 1885 erstmals ein Gesetzesentwurf „betreffend die Regulierung der Vorflut und Reinhaltung der Wasserläufe im Emschergebiet“ der Staatsregierung durch den Oberpräsidenten der Provinz Westfalen vorgelegt. Dieser Entwurf sah bereits den Zusammenschluss von Schadensverursachern auf Grundlage einer Genossenschaft vor. Hintergrund war das stetige Bevölkerungswachstum durch die zunehmende Industrialisierung des über 800 km² großen Emschergebietes (die heutige Kernzone des Ruhrgebietes, von Natur aus eher ein flaches Bruchland) im 19. Jahrhundert. Verstärkt durch Bodensenkungen in Folge des Bergbaus mit Störung der Abflussverhältnisse und großen Überschwemmungen kam es hier zu einem Entwässerungsnotstand. Vor allem durch infiziertes Trinkwasser und wegen der mangelhaften Abwasserbeseitigung kam es immer wieder zur Ausbreitung von Krankheiten wie Typhus, Malaria und Cholera.
Die vorgeschlagenen Entwässerungsmaßnahmen und die geforderte Staatsbeihilfe von 2,5 Mio. Mark wurden zwar abgelehnt, man baute aber einige Teilstrecken in den besonders betroffenen Abschnitten der Emscher zwischen Herne und Oberhausen aus.
Die fortschreitende Besiedlung und die aufblühende Montan- und Chemieindustrie verschlechterten die wasserwirtschaftlichen und hygienischen Zustände dramatisch. Allmählich setzte sich die Erkenntnis durch, dass hier nur durch übergreifendes Handeln eine Lösung gefunden werden konnte – der Emscherbezirk zerfiel damals administrativ in 2 Provinzen, 3 Regierungsbezirke, 6 Stadt- und 8 Landkreise, 43 Ämter und 137 Gemeinden. Auf einer durch den Arnsberger Regierungspräsidenten einberufenen Versammlung der Vertreter der Kommunalverbände, des Bergbaus und der Industrie im Ständehaus zu Bochum am 14. Dezember 1899 wurde dann die Gründung einer Organisationsform beschlossen, die die Herstellung einer ausreichenden Vorflut, Errichtung von Sammelkanälen zur Abwasserableitung und -reinigung und insgesamt die Wahrnehmung von Aufgaben im öffentlichen Interesse gewährleisten sollte. Ziel war von Anfang an eine verursachergerechte Kostenbeteiligung. Die Planungen für die Behebung des Entwässerungsnotstandes wurden einer Kommission übertragen, in der Vertreter der betroffenen Interessensgruppen vereint wurden: Kommunal-, Landkreis-, Industrie- und Bergbauvertreter suchten gemeinsam mit technischen und hygienischen Sachverständigen nach Problemlösungen.
Schnell wurde deutlich, dass das Gesetz über die Bildung von Wassergenossenschaften von 1879 einen viel zu engen Rahmen für den großen, dicht besiedelten Raum steckte, so dass am 14. Juli 1904 das „Gesetz betreffend Bildung einer Genossenschaft zur Regelung der Vorflut und zur Abwässerreinigung im Emschergebiet“ vom preußischen König bestätigt wurde. Die hier festgelegten genossenschaftlichen Grundsätze:
- Vertretung aller demokratisch gewählten Städte und Stadtkreise,
- gemeinschaftliche Veranlagung aller Verursacher an den Genossenschaftslasten,
- Unterstellung und Kontrolle durch Aufsichtsbehörden

sind heute noch aktuell und gültig. Zwar wurde dieses Sondergesetz im Laufe der Jahrzehnte an z. T. geänderte Rahmenbedingungen angepasst; Grundsätze und wesentliche Aufgaben sind jedoch geblieben, ebenso die Trägerschaft durch industriell-gewerbliche sowie kommunale Mitglieder und den Bergbau.

## Wasserwirtschaftsverbände in Nordrhein-Westfalen
Das Emschergenossenschaftsgesetz diente in den Folgejahren als Modell für die Gründung der anderen nordrhein-westfälischen Wasserwirtschaftsverbände, wobei „Genossenschaft“ und „Verband“ hier synonym verwendet werden. Im Land Nordrhein-Westfalen mit rund 18 Mio. Menschen sind heute insgesamt die folgenden neun sondergesetzlichen Wasserwirtschaftsverbände tätig:
- Aggerverband
- Emschergenossenschaft
- Lippeverband
- Erftverband
- Linksniederrheinische Entwässerungs-Genossenschaft (LINEG)
- Niersverband
- Ruhrverband
- Wasserverband Eifel-Rur
- Wupperverband

Sie betreuen fast ¾ der Bevölkerung von NRW an den Nebenflüssen von Rhein und Maas. Ostwestfalen und einige Rheinanliegerstädte liegen beispielsweise nicht im Zuständigkeitsbereich eines Wasserwirtschaftsverbands. Charakteristisch für die Arbeit der Verbände ist ihre Zuständigkeit für ganze Flussgebiete oder wesentliche Teile davon und ihr übergreifendes Tätigwerden auf den Gebieten des Wasserabflusses und der Wassergüte als „non-profit“-Unternehmen.
Damit die wasserwirtschaftlichen Aufgaben landeseinheitlich wahrgenommen werden, unterstehen die sondergesetzlichen Wasserverbände der direkten Rechtsaufsicht des NRW-Umweltministeriums, besitzen also keine hoheitlichen Aufgaben.
Da sie jedoch ihren Verbands- und Genossenschaftsmitgliedern gegenüber Rechenschaft über Wirtschaftlichkeit und Angemessenheit der kostenwirksamen Maßnahmen ablegen müssen, besteht latentes Konfliktpotenzial: Einerseits werden von behördlicher Seite Anforderungen formuliert, andererseits wird von der „Kundenseite“ ein kostensparendes Handeln erwartet.
Die Organisation ist in der Regel gleich: Sogenannte Verbandsorgane sind die Verbandsversammlung, der Verbandsrat und der Vorstand (analog Genossenschaftsversammlung, Genossenschaftsrat, Vorstand). Das operative Geschäft wird über eine Satzung geregelt. Hier werden unter anderem Mitgliedsbeiträge, Stimmrechte, Haushalts-, Kassen- und Rechnungswesen festgelegt.
Diese flussgebietsbezogene Organisationsform ist eine historisch gewachsene Besonderheit, die es in Deutschland so nur in Nordrhein-Westfalen sowie in den benachbarten Niederlanden gibt. Die Wasserwirtschaftsverbände in Nordrhein-Westfalen sind in einer Arbeitsgemeinschaft der Wasserwirtschaftsverbände (AGW) als eingetragener Verein zusammengeschlossen. Der AGW haben sich auch zwei Wasser- und Bodenverbände angeschlossen: Bergisch-Rheinischer Wasserverband und Wahnbachtalsperrenverband.

## Wasserwirtschaftsverbände in den Niederlanden
Die Niederlande haben ein Nordrhein-Westfalen sehr vergleichbares System, die Waterschappen. Traditionell gibt es eine Zusammenarbeit, insbesondere der grenznahen Wasserwirtschaftsverbände in NRW und in den Niederlanden. Die Kooperationen werden auch durch die Europäische Union z. B. im Rahmen des Europäischen Fonds für regionale Entwicklung (EFRE) im grenzüberschreitenden Programm Interreg gefördert.